# گارد ساحلی فیلیپین
گارد ساحلی فیلیپین (انگلیسی: Philippine Coast Guard) گارد ساحلی کشور فیلیپین است، که در سال ۱۹۰۵ تأسیس شد.